# Desiderio (Film)
Desiderio (dt.: „Verlangen“) ist ein italienisches Filmdrama von Anna Maria Tatò aus dem Jahr 1984 mit Fanny Ardant in der Hauptrolle. 

## Handlung
Lucia, eine junge ambitionierte Frau, verlässt ihre Heimatstadt in Süditalien, um im Norden des Landes zu studieren. Sie wird Journalistin, heiratet und arbeitet schließlich in Frankreich. Als sie zu ihrem Gatten Francesco nach Griechenland reisen will, kann die Fähre aufgrund schlechten Wetters nicht ablegen, sodass sie sich spontan entschließt, nach vier Jahren Abwesenheit in ihre alte Heimat zurückzukehren und ihre Mutter Stella zu besuchen.
Dort angekommen, lässt sich Lucia auf eine kurze, jedoch heftige Affäre mit dem gutaussehenden Vincenzo ein. Als sie sich bewusst wird, was sie getan hat, schlägt sie Vincenzo mit einem Aschenbecher nieder und flieht, während er bewusstlos am Boden liegt. Auf ihrer Flucht trifft sie auf Vincenzos kleine Tochter Mariolina, die vor ihrer Kommunion davonläuft. Sie freunden sich an und versuchen, sich vor Vincenzo zu verstecken, der wieder zu sich gekommen ist und beide wütend verfolgt. Dabei werden in Lucia Erinnerungen an ihre Kindheit wach, als sie mit ihrer Großmutter in einer ähnlichen Situation war. Realität und Erinnerungen vermischen sich, bis Lucia ihre Heimat erneut verlässt und die Fähre nach Griechenland nimmt.

## Hintergrund
Nachdem die italienische Zensurbehörde den Film trotz einiger freizügiger Szenen freigegeben hatte, wurde das Filmdrama am 23. Februar 1984 in Italien uraufgeführt. In Deutschland wurde Desiderio nicht veröffentlicht.

## Kritiken
„Selten gab es in den 1980er Jahren einen so privilegierten Debütfilm“, konstatierte der italienische Corriere della Sera. Das Ergebnis werde seinen Ambitionen jedoch nicht gerecht. „In seinem unermüdlichen Streben nach dem Mythischen und Lyrischen wirkt er manieristisch und gekünstelt.“ Eleanor Mannikka vom All Movie Guide sah in Desiderio „Anna Maria Tatòs oberflächliche Beschreibung eines ebenso oberflächlichen Urlaubsflirts“.

## Auszeichnungen
Leonardo Treviglio war 1984 für seine Darstellung des Vincenzo in der Kategorie Bester Nachwuchsdarsteller für den Nastro d’Argento nominiert. 